# Семеніхін Володимир Сергійович
Володимир Сергійович Семеніхін (9 лютого 1918, Суми — 27 листопада 1990, Москва) — радянський учений, доктор технічних наук (1964), професор (1968), академік АН СРСР (1972; член-кореспондент 1968), Герой Соціалістичної Праці (1981), Лауреат Ленінської (1985) та двох Державних премій СРСР (1970, 1976), депутат Верховної Ради СРСР (1984—1989).

## Навчання
Закінчив Московський енергетичний інститут (1941), вчився на кафедрі автоматики і телемеханіки.

## Трудова діяльність
У 1941 році після початку німецько-радянської війни В.Семеніхін був направлений у Свердловськ на завод № 217 Народного комісаріату озброєнь СРСР, де він працював над створенням і відпрацюванням технології виготовлення нових зразків авіаційних гарматно-кулеметних і бомбардувальних прицілів.
У 1946—1948 роках працював старшим інженером технічного управління Міністерства озброєння СРСР.
З 1948 року працював на заводі № 569 Міністерства озброєння СРСР, спочатку начальником цеху, а з 1950 р. начальником ОКБ — головним конструктором того ж заводу.

## Наукова діяльність
У 1963—1971 роках директор Науково-дослідного інституту автоматичної апаратури (НДІАА).
У 1971—1974 роках заступник міністра радіопромисловості.
В 1975 році разом з академіками Віктором Михайловичем Глушковим та Віктором Григоровичем Афанасьєвим відправив у Центральну контрольну комісіх КПРС характеристику наукової значущості робіт Побіска Кузнецова, на підставі якої останнього відновили в партії.
Похований на Востряковському кладовищі у Москві.

## Нагороди
Нагороджений орденами Леніна (1971, 1988), орденом Жовтневої Революції (1975), орденами «Знак Пошани» (1945), Трудового Червоного Прапора (1956, 1962), а також медалями. Член КПРС з 1945 року,

## Пам'ять
- У 1991 році НДІ автоматичної апаратури було присвоєно ім'я академіка В. С. Семеніхіна[3].
- На його честь названо судно контролю фізичних полів проекту 18061 у складі Балтійського флоту (з 15 жовтня 1992 року) — «Академік Семеніхін».